# Rem
「Rem_」（レム）は日本のヴィジュアル系ロックバンド・ナイトメアの15枚目のシングル。

## 概要
- 2009年9月22日に発売。
- 3タイプ同時発売であり、初回限定盤Aには「Rem_」初回限定盤Bには「love addict」のビデオクリップを収録したDVDが付属する。
- オリコン週間チャートでは初登場3位を記録し「レゾンデートル」以来のTOP3入りを果たし、初動は18,967枚を記録し、本作でTOP3入りは2作目になる。
- 7枚目のアルバム『NIGHTMARE』に収録されているが、再録して収録されている。

## 収録曲
1. Rem_（作詞・作曲：咲人） 
日本テレビ系「フットンダ」10月エンディングテーマ
2. love addict（作詞・作曲：RUKA）